# Lega Lombarda (partito politico)
La Lega Lombarda è un partito politico regionalista e autonomista attivo in Lombardia, fondato nel 1984 da Umberto Bossi e da un gruppo di collaboratori. Nel 1991 si federò nella nascente Lega Nord, della quale rappresenta la sezione nazionale lombarda. Nel 2020 il partito confluì de facto nella neonata Lega Lombarda Salvini Premier, sezione lombarda della Lega per Salvini Premier, che aveva a sua volta sostituito la Lega Nord a livello nazionale.

## Storia

### Le radici del partito
La Lega Lombarda trae le proprie radici dalle esperienze di Umberto Bossi. L'incontro di Bossi con le idee dell'autonomismo avvenne nel 1979; egli conobbe infatti all'Università di Pavia Bruno Salvadori e lo sostenne nel suo intento di espandere l'influenza dell'Union Valdôtaine al di fuori della Valle d'Aosta. Bossi frequentò poi gli incontri dell'Unione Ossolana per l'Autonomia, che lottava per l'autonomia della val d'Ossola. Insieme a Salvadori e a Roberto Maroni Bossi avviò la società editoriale Nord Ovest, con l'obiettivo di pubblicare un giornale a tema autonomista incentrato sulle province di Varese e Como. La morte di Salvadori nel 1980 e i debiti accumulati comportarono però la chiusura del giornale.
Nel 1980 in seguito a una riunione nella quale si riunirono i rappresentanti dei principali movimenti autonomisti settentrionali, tra i quali Franco Rocchetta e Roberto Gremmo, venne avviato il periodico Vento del Nord; Bossi appoggiò l'iniziativa, fondando, sostenuto da Maroni e dal fratello Franco, il movimento Unolpa (Unione Nord-Occidentale Lombarda per l'Autonomia), rappresentativo del territorio varesotto e comasco e con simbolo una lucia. Sostenuto dalla poi moglie Manuela Marrone e dai collaboratori, Bossi fondò nel 1982 il foglio Il Federalista, rinominato poi Lombardia Autonomista, distribuito principalmente tra Varese, Gallarate e Milano a famiglie con un cognome prettamente lombardo. A sostenere l'iniziativa vi furono anche Giuseppe Leoni e il cognato di Bossi Pierangelo Brivio. Alle elezioni politiche del 1983 Bossi si candidò sotto il simbolo della Lista per Trieste, ottenendo però solo 157 preferenze a Varese.

### La nascita del partito e i primi successi

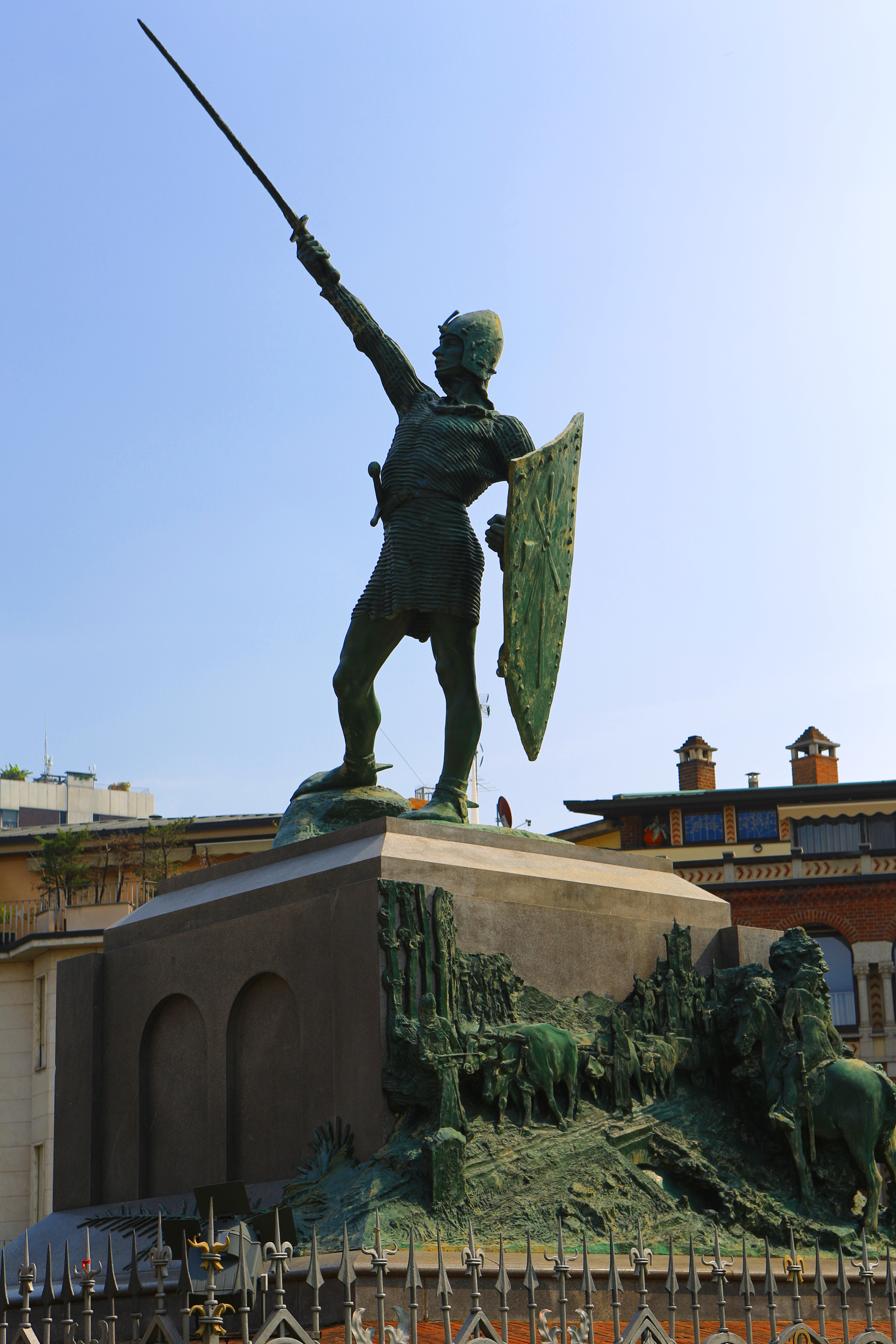
Il monumento al Guerriero di Legnano, a cui si ispira il simbolo del partito. È spesso erroneamente associato ad Alberto da Giussano

Il partito venne ufficialmente costituito il 12 aprile 1984 a Varese come "Lega Autonomista Lombarda" da Umberto Bossi, Manuela Marrone, Giuseppe Leoni, Pierangelo Brivio, Marino Moroni ed Emilio Benito Rodolfo Sogliaghi. Alla fondazione mancò Roberto Maroni, che avrebbe ripreso il proprio impegno politico nel 1989. Il partito nacque dalla volontà di Bossi e dei suoi collaboratori di dare voce alle peculiarità culturali ed economiche della Lombardia, le quali, secondo il movimento, avevano nei secoli reso prospera la regione, ma che in tempi più recenti sarebbero state offuscate dall'invasione napoleonica e successivamente dal centralismo del Regno d'Italia. Il partito scelse quale simbolo ufficiale del movimento un'effigie raffigurante il monumento al Guerriero di Legnano, in ricordo della storica Lega Lombarda, sormontante il profilo della Lombardia. Tale logo, pur con varie aggiunte e modifiche, rimase pressoché invariato anche quando il partito confluì nella Lega Nord.
Alle elezioni europee del 1984 la Lega Autonomista Lombarda si presentò in alleanza con altri movimenti regionali e autonomisti, quali la Liga Veneta, il Partito del Popolo Trentino Tirolese e l'Union Piemontèisa nella coalizione Liga veneta - Unione per l'Europa Federalista, ottenendo poco più di 160000 voti. Bossi ottenne 1630 preferenze. Nel 1985 la Lega Autonomista Lombarda, in abbinata alla Liga Veneta, partecipò alle elezioni regionali in Lombardia, raccogliendo 28074 voti pari al 0,46% (con una punta del 2,7% nella provincia di Varese), senza tuttavia riuscire ad eleggere nessun consigliere. Il partito si attivò nell'organizzare comizi e nel diffondere gli articoli di Lombardia Autonomista; in particolare Bossi, insieme a Maroni, si impegnò a tracciare slogan sui muri e per le autostrade. Alle elezioni amministrative del 1985 il partito riuscì a eleggere Leoni al consiglio comunale di Varese, Brivio al consiglio comunale di Gallarate e Alfredo Giussani alla provincia di Varese. Fu il primo intervento di Leoni al consiglio comunale, pronunciato interamente in dialetto varesotto, ad attirare le attenzioni sul partito e ad accrescerne la notorietà nella regione.
Nel 1986 la Lega Autonomista Lombarda assunse la denominazione di "Lega Lombarda". Alle elezioni politiche del 1987 la Lega Lombarda ottenne i suoi primi due seggi al parlamento: Bossi fu eletto sia alla Camera dei deputati (nella circoscrizione Como-Sondrio-Varese) che al Senato; optò per il Senato, diventando da allora conosciuto come il Senatùr, e alla Camera dei deputati gli subentrò Giuseppe Leoni.
Alle elezioni politiche del 1987 seguirono anche le prime espulsioni dal movimento; ne fecero le spese Pierangelo Brivio, cognato di Bossi, e la sorella di Bossi Angela, oltre ad Augusto Arizzi, primo presidente della Lega Lombarda, espulso in seguito a una colluttazione. Tra il 1988 e il 1989 venne completata la struttura territoriale del movimento con la costituzione delle sezioni provinciali, coincidenti col territorio della rispettiva provincia, la celebrazione dei congressi provinciali, l'elezione dei primi segretari e dei direttivi provinciali e l'apertura di una sede in ogni capoluogo della regione. Ultime in ordine di tempo furono Brescia e Mantova. All'inizio del 1989, al completamento della struttura territoriale risultano aperte nove sedi provinciali con primi segretari provinciali eletti: a Bergamo Luigi Moretti, a Brescia Corrado Della Torre, a Como Elvio Conti, a Cremona Giorgio Conca, a Mantova Uber Anghinoni, a Milano Roberto Ronchi, a Pavia Franco Castellazzi, a Sondrio Giampaolo Paini e a Varese Pietro Reina.
In occasione delle elezioni europee del 1989 la Lega Lombarda promosse con la Liga Veneta e altre formazioni autonomiste, la nascita della coalizione Lega Lombarda - Alleanza Nord che elesse i primi due eurodeputati nelle persone di Francesco Speroni e Luigi Moretti, raccogliendo a livello nazionale 636.242 voti pari al 1,86%. Nel corso del I Congress Nassional della Lega Lombarda, che si svolse il 7-9 dicembre 1989 a Segrate, vennero gettate le basi per la costituzione di un nuovo soggetto politico, la Lega Nord, in cui far confluire i movimenti autonomisti già riuniti sotto il simbolo di Alleanza Nord alle precedenti elezioni europee.

### Gli anni 1990
La Lega Lombarda partecipò alle elezioni regionali in Lombardia del 1990 con in aggiunta alla propria denominazione la dicitura "Lega Nord" e si affermò come secondo partito, raccogliendo nella Regione 1.183.493 voti pari al 18,94% dei consensi, dietro la Democrazia Cristiana e di un soffio davanti al Partito Comunista Italiano, eleggendo 15 consiglieri su 80. Risultano eletti Franco Castellazzi a Pavia, Pietro Reina e Virgilio Castellucchio a Varese, Corrado Tomassini, Tiziana Rogora, Michele Corti, Francesco Speroni e Massimo Colombo a Milano, Corrado Della Torre e Paolo Arrigoni a Brescia, Gisberto Magri e Alessandro Patelli a Bergamo, Giorgio Conca a Cremona, Dino Scorti e Stefano Galli a Como-Lecco.
Nel frattempo però alcuni esponenti diedero vita a piccole scissioni, senza però riuscire a mettere seriamente in crisi il movimento: nel 1989 Pierangelo Brivio, uno dei fondatori e cognato di Umberto Bossi, costituì il movimento Autonomia Alleanza Lombarda, che alle successive regionali del 1990 riuscirà ad eleggere un solo consigliere nella persona dello stesso Brivio; più potenzialmente insidiosa fu la scissione operata nel novembre 1991 dal presidente della Lega Lombarda, anch'egli tra i fondatori, Franco Castellazzi, che si distaccò con alcuni consiglieri regionali (Magri, Castellucchio, Colombo, Paolo Arrigoni che però rientrò dopo qualche giorno, e Michele Corti, che si dissociò quasi subito) e alcuni consiglieri comunali sparsi in Lombardia, tra cui Pier Gianni Prosperini, dando vita all'effimera esperienza politica della Lega Nuova. Negli stessi anni nascono altre "leghe" affini, tra le quali la più significativa è la Lega Alpina Lumbarda. Nessuna di queste esperienze politiche tuttavia si rivelò in grado di contrastare il seguito del movimento guidato da Bossi e ormai sempre più esteso a tutto il nord Italia.
Tra il 1991 e il 1992 Irene Pivetti lavorò come collaboratrice al gruppo del Consiglio regionale della Lombardia.
Tra il 1990 e il 1994 lavorò per la Lega il politologo Gianfranco Miglio, eletto poi come indipendente, che propose un progetto costituzionale di riforma federale fondato sul ruolo costituzionale assegnato all'autorità federale e a quella delle macroregioni o cantoni (il progetto delle tre repubbliche del Nord o Padania, del Centro o Etruria e del Sud o Ausonia).

#### La confluenza nella Lega Nord
Il 10 febbraio 1991, a conclusione del I Congresso Federale, svoltosi a Pieve Emanuele, fu fondata ufficialmente la Lega Nord, sotto la guida di Umberto Bossi, come federazione dei movimenti autonomisti regionali: Lega Lombarda, Liga Veneta, Piemont Autonomista, Uniun Ligure, Lega Nord Emilia-Romagna, Alleanza Toscana, a cui si uniranno successivamente altri movimenti delle regioni del Nord.. In tale occasione, la Lega Lombarda, confluendo nella Lega Nord, assunse la denominazione attuale di Lega Nord - Lega Lombarda.
Nel maggio 1991 la nascita della Lega Nord porta una grande attenzione da parte dell'elettorato ormai stanco dei vecchi partiti tradizionali provocando grandi sorprese come alle comunali dello stesso anno dove a Brescia la Lega Lombarda raccoglie il 24,4% dei consensi superando di poco la Democrazia Cristiana al 24.3% riuscendo ad eleggere 12 consiglieri, cosa che non era mai accaduta. Da questo momento comincia la grande ascesa elettorale della Lega.
Nel 1992, dopo un anno dalla nascita della Lega Nord, il partito ottenne un grande successo: il leghista Raimondo Fassa viene eletto sindaco di Varese. La Lega Lombarda ottiene il 37,3% staccando di quasi 20 punti la Democrazia Cristiana ferma al 17,7%. Si trattò di una grande vittoria per la Lega, che per la prima volta ottenne la carica di primo cittadino in una città che in pochi anni diventerà feudo del leghismo. Durante le elezioni politiche dello stesso anno la Lega rafforzò ulteriormente il proprio consenso presentandosi come alternativa alla classe dei partiti sconvolta dall'inchiesta Tangentopoli, ottenendo quasi il 20% in Lombardia con forte radicamento soprattutto nelle province insubri.
Alle elezioni amministrative del 1993 la Lega Lombarda ottenne l'elezione di Marco Formentini a sindaco di Milano al ballottaggio con il 57,1% contro il 42,9% del candidato del centrosinistra Nando dalla Chiesa. La campagna di Formentini, fortemente sostenuta da Umberto Bossi, ebbe come cardine la corruzione dei partiti della Prima Repubblica, portata alla luce dall'inchiesta Tangentopoli. Per la prima volta i candidati della DC e del PSI non riuscirono ad arrivare al ballottaggio.
Nello stesso anno il fondatore Umberto Bossi lasciò la guida della Lega Lombarda, affidandone le redini a Luigi Negri, con l'intenzione di prendere la guida del nuovo partito federale della Lega Nord. In quel periodo, fu indagato per un finanziamento illecito al movimento pari a 200 milioni di lire il militante Alessandro Patelli, che al congresso di Assago si autodefinirà "un pirla".
Nel 1994 dopo il successo di Milano, alle elezioni regionali lombarde del 1990 la Lega risultò secondo partito col 18.94%, superando il PCI per una manciata di voti (18.76%) e posizionandosi dietro la sola DC (28.56%). Dopo la caduta delle giunte di Giuseppe Giovenzana (DC) e Fiorella Ghilardotti (PCI) sotto i colpi dell'inchiesta Mani pulite, l'incarico di formare la nuova giunta fu conferito a Paolo Arrigoni che divenne il primo Presidente leghista della Regione Lombardia. In Giunta entrano anche Michele Corti all'Agricoltura e Tiziana Rogora alla Formazione Professionale.
Dopo un ottimo risultato alle europee pari al 15% in Lombardia, la Lega strinse un patto con il centrodestra del Polo delle Libertà di Silvio Berlusconi per le elezioni politiche che risultarono favorevoli alla Lega Lombarda che sfiorò il 20%. I leader storici del movimento entrarono nel primo Governo Berlusconi: Roberto Maroni è nominato Vicepresidente del Consiglio dei Ministri e Ministro dell'Interno, Giancarlo Pagliarini Ministro del Bilancio, Francesco Speroni Ministro delle Riforme e Vito Gnutti Ministro dell'Industria. Ma Bossi fin dall'inizio attacca il nuovo governo di Berlusconi, preparando la rottura che si consumerà nel gennaio 1995. Il 1 e 2 ottobre si svolge il Congresso Nazionale della Lega Lombarda, viene riconfermato Luigi Negri a cui si contrappone il consigliere regionale Corrado Tomassini che raccoglie circa un terzo dei voti congressuali.
Il 1995 si apre con la rottura definitiva del Polo delle Libertà e l'uscita della Lega dal governo Berlusconi. A seguito di questa rottura numerosi deputati lombardi lasciano il movimento, tra cui il segretario nazionale della Lega Lombarda Luigi Negri. Nel gruppo regionale non ci sono grandi contraccolpi, solo Massimo Colombo, che già aveva seguito Franco Castellazzi nell'avventura della Lega Nuova per poi rientrare, abbandona la Lega Lombarda per approdare nella neonata Alleanza Nazionale. Alle elezioni regionali del 1995 la Lega Lombarda va in corsa solitaria contro il Polo delle Libertà che candida Roberto Formigoni alla Presidenza della Regione Lombardia e che vede Formigoni vincente con il 41,6% delle preferenze su Diego Masi del centrosinistra fermo al 27,6% ma senza maggioranza. La Lega forte della precedente Presidenza della Regione affidata al leghista Paolo Arrigoni, che non viene ricandidato poiché travolto dallo scandalo sulla lottizzazione delle nomine nelle aziende ospedaliere, alle elezioni ottiene da sola il 17,7% dei voti. Viene candidato alla Presidenza l'ex Ministro Francesco Speroni che posiziona la Lega Lombarda come terzo partito della regione. Intanto nuovo Segretario nazionale della Lega Lombarda è il bergamasco Roberto Calderoli, già Presidente nazionale, affiancato da uno dei leader storici della Lega, il direttore de La Padania Giuseppe Leoni come Presidente Nazionale, fortemente voluti dal leader della Lega Umberto Bossi.
Nel febbraio 1996 si procede alla sostituzione del Capogruppo in Consiglio regionale della Lombardia. A Stefano Galli, contestato dal gruppo, subentra Corrado Della Torre già primo segretario provinciale di Brescia tra il 1988 e il 1992 e già Consigliere regionale dal 1990, che resterà alla guida del gruppo per tutta la durata della legislatura fino alle elezioni regionali del 2000. Alle successive elezioni politiche del 1996 dopo la rottura della Lega con il Polo delle Libertà il partito riesce a trarre i vantaggi di tutti i delusi del centrodestra raggiungendo il 23% in Lombardia e traendo molti benefici sul piano elettorale in molti comuni chiamati al voto ma favorendo anche la vittoria del centrosinistra presentatosi unito alla competizione elettorale.
Nel 1997 si vota per il rinnovo del Comune di Milano la Lega Lombarda decide di riproporre il sindaco uscente Marco Formentini che però si piazza al terzo posto con il 19,1% dei consensi riuscendo ad eleggere 7 consiglieri e diventando il secondo partito della città. Vittoria a Varese dove il leghista Aldo Fumagalli è eletto con il 54% e al Comune di Lecco dove il candidato Lorenzo Bodega riesce inaspettatamente ad andare al ballottaggio e a vincere con il 52,5% dei consensi. Bene anche le elezioni provinciali dove la Lega tocca anche il 20-25% riuscendo ad eleggere i Presidenti a Como e Varese. Stesso trend per le amministrative 1998 dove la Lega da sola viaggia nei comuni più importanti tra il 18 e il 22%. A novembre Alessandro Patelli viene sospeso dal gruppo regionale, è il prologo alla sua uscita dal movimento. A dicembre, su iniziativa del capogruppo Corrado Della Torre, approda in consiglio regionale, sottoscritta da tutti i gruppi di opposizione, la mozione di sfiducia contro Formigoni e la sua giunta sul caso della clinica "Galeazzi", che però sarà respinta seppur di stretta misura. È l'unica mozione di sfiducia che Formigoni avrà durante i suoi 17 anni di guida della regione, fino alle vicende giudiziarie del 2012.
Nel 1999 dopo gli ottimi risultati delle elezioni precedenti la Lega subisce una battuta di arresto alle amministrative del 1999 dove i suoi candidati autonomi registrano un consenso tra il 5 e l'8%. Risultati migliori si registrano nelle provinciali dove la Lega viaggia tra l'11 e il 16% con punte del 20% nelle Province di Lecco e Sondrio ma ben al di sotto delle competizioni precedenti. Il 5 ottobre 1999, in occasione della visita del Presidente della Repubblica Carlo Azeglio Ciampi a Milano, durante la visita in Regione, il capogruppo Corrado Della Torre gli regala provocatoriamente una bandiera della Padania ricordandogli l'urgenza delle riforme costituzionali, mentre il capogruppo in consiglio Comunale di Milano, Matteo Salvini si rifiuta di stringergli la mano. Il 11 e 12 dicembre 1999 si celebra anche il V Congresso della Lega Lombarda che vede la riconferma alla Segreteria Nazionale di Roberto Calderoli.

### Gli anni 2000
Alle elezioni regionali del 2000, dopo i deludenti risultati elettorali del 1999, il partito, appoggia la riconferma a Presidente della Regione Lombardia di Roberto Formigoni (Forza Italia) per un secondo mandato. Formigoni ottiene il 62.4% mentre la Lega Lombarda riceve il 15.4% delle preferenze, ottenendo dieci consiglieri, tra cui il Presidente del Consiglio regionale della Lombardia Attilio Fontana e l'Assessore alla Cultura e Identità Ettore Adalberto Albertoni. Il capogruppo uscente Corrado Della Torre fautore al Congresso del 1999 di una linea non subalterna al Polo non è ricandidato, già capogruppo dal febbraio 1996 in contrapposizione a Stefano Galli, capogruppo della Lega in Lombardia durante la Giunta del leghista Arrigoni (1994-1995) e nella prima fase della prima Giunta del forzista Formigoni (1995-2000). Al suo posto è eletto capogruppo della Lega Lombarda-Lega Nord Padania al Consiglio regionale della Lombardia Davide Boni. La Lega è la terza forza della Regione dopo Forza Italia e L'Ulivo.
Nel 2001, con il discreto risultato delle elezioni politiche in cui la Lega Lombarda ottenne mediamente l'11.3% dei consensi con picchi del 17.8% nelle province lombarde orientali nonostante la Lega a livello nazionale non avesse raggiunto la soglia di sbarramento del 4% alcuni dei suoi storici leader entrano nel nuovo Governo presieduto da Silvio Berlusconi dopo la ricostituzione dell'alleanza tra Lega Nord e Polo delle Libertà rotto nel 1995: Umberto Bossi è nominato Ministro delle Riforme e della Devolution, Roberto Maroni Ministro del Lavoro, Roberto Castelli Ministro della Giustizia mentre Roberto Calderoli divenne Vicepresidente del Senato. Intanto alle Comunali la Lega conferma il trend negativo: al Comune di Milano la Lega Lombarda in sostegno del candidato del centrodestra Gabriele Albertini raccoglie il 4.4% eleggendo 3 consiglieri. Vittoria a Lecco dove il leghista Lorenzo Bodega è rieletto con oltre il 60%.
Nel 2002 dopo il calo di consensi registrato dalla Lega Lombarda e della Lega Nord il Segretario nazionale Roberto Calderoli in carica dal 1995 lascia la guida del partito per dedicarsi a tempo pieno alla carica di Vicepresidente del Senato e alla Lega Nord federale. Nuovo segretario della Lega Lombarda sarà Giancarlo Giorgetti, giovane Presidente della Commissione Bilancio della Camera fortemente voluto dagli amministratori locali affiancato dal Ministro Roberto Castelli come Presidente nazionale. Alle elezioni amministrative dello stesso anno la Lega Lombarda ritrova slancio: il leghista Aldo Fumagalli è rieletto Sindaco di Varese con il 54.4% dei consensi con la Lega Lombarda al 18% come secondo partito e nelle Province di Como e Varese vincono rispettivamente i leghisti Leonardo Ambrogio Carioni (60%) e Marco Reguzzoni (57%). Buoni risultati anche a Busto Arsizio, Cantù, Cassano Magnago, Crema, Desenzano, Erba Legnano, Meda, Magenta, Pieve Emanuele, Rho e Tradate dove la Lega Lombarda viaggia tra il 6 e l'8% con picchi del 28.5% come a Cassano, paese natale di Bossi.
Nel 2003 trend positivo confermato anche con le comunali dove la Lega Lombarda oscilla tra l'8 e 12 % riuscendo ad eleggere anche alcuni sindaci correndo da sola nei centri più piccoli o in alleanza con il centrodestra come a Sondrio strappando il Comune al centrosinistra.
Nelle elezioni europee del 2004 la Lega Lombarda subisce qualche perdita di consenso che tuttavia rimane quasi invariato rispetto alle politiche del 2001 (11.2%). Dopo l'esperimento della corsa solitaria nei piccoli centri del 2003 la Lega Lombarda ripropone lo stesso schema per le amministrative 2004 ma registra un calo di consensi come a Bergamo e Cremona portando all'elezione di sindaci del centrosinistra presentatosi unito. Stesso discorso si registra nelle provinciali dove la Lega ha sempre incrementato i suoi consensi rispetto alle comunali ma dove stavolta viaggia piuttosto bassa tra il 9 e il 13% per toccare il 20-22% nelle Province di Bergamo e Lecco. Successo invece nella Provincia di Sondrio dove Fiorello Provera riesce inaspettatamente ad arrivare al ballottaggio e strappare la Provincia agli alleati della Casa delle Libertà con il 70% dei consensi.
Nel elezioni regionali del 2005 la Lega Lombarda decide di sostenere nuovamente la candidatura ad un terzo mandato del presidente della Lombardia Roberto Formigoni (Casa delle Libertà). Nonostante il crollo del centrodestra in tutta Italia in Lombardia e in Veneto grazie al supporto determinante della Lega la Casa delle Libertà riesce a limitare i danni e a vincere. Formigoni viene rieletto per un terzo mandato con il 53.4% mentre la Lega Lombarda riesce a consolidare il suo bacino ottenendo il 15.8% con 11 consiglieri eletti e si ripiazza al terzo posto come partito della Lombardia. A sostegno dell'ottimo risultato il nome dell'ex capogruppo della Lega Nord alla Camera dei Deputati dal 2001 al 2005 Alessandro Cè gira come nuovo Vicepresidente della Giunta nomina poi affidata dal Presidente Formigoni a Viviana Beccalossi (Alleanza Nazionale). Cè è nominato Assessore alla Sanità mentre Davide Boni va all'Urbanistica e Ettore Adalberto Albertoni confermato alla Cultura. Il leghista Attilio Fontana è rieletto Presidente del Consiglio regionale della Lombardia. Massimo Zanello è indicato capogruppo del gruppo Lega Lombarda-Lega Nord Padania al Consiglio regionale della Lombardia, incarico che manterrà per un anno fino al 2006 quando sarà nominato Assessore alla Cultura subentrando ad Ettore Adalberto Albertoni eletto nuovo Presidente del Consiglio lombardo in sostituzione di Fontana, proclamato Sindaco di Varese.
Nel maggio 2006 dopo le elezioni politiche che hanno portato Lega e centrodestra all'opposizione nonostante la Lega Lombarda pur perdendo qualcosa aveva consolidato il suo consenso pari all'11.2% in Lombardia, si vota per il rinnovo del Comune di Milano. La Lega Lombarda sostiene il candidato del centrodestra l'ex Ministro dell'Istruzione Letizia Moratti tuttavia il Caroccio come già visto nelle scorse elezioni non riesce a radicarsi in città dopo la vittoria del primo e ultimo Sindaco leghista Marco Formentini nel 1994.La Lega ottiene il 3.7% riuscendo ad eleggere solo 2 consiglieri. Ottimi i risultati ottenuti a Varese dove l'ex Presidente del Consiglio regionale lombardo Attilio Fontana è eletto al primo turno il 57.8% con la Lega che ottiene il secondo posto poco sotto al 20% e a Lecco con Antonella Faggi eletta con il 53.5% dei consensi e la Lega Lombarda al 14%. Buoni risultati nei centri piccoli e medi della Lombardia. Nuovamente capogruppo regionale ritorna Stefano Galli, ininterrottamente in regione dal 1990 e già presidente del gruppo leghista in Regione Lombardia durante la Giunta Arrigoni (1994-1995) e negli ultimi mesi del 1995 all'inizio della VI legislatura, con la prima Giunta Formigoni (1995-2000) poi estromesso da Corrado Della Torre ed ex Presidente Nazionale della Lega Lombarda dal 1999 al 2002.
Nel 2007 con la crisi del centrosinistra la Lega Lombarda si rafforza notevolmente. A Monza è eletto Sindaco il leghista Marco Mariani al primo turno con il 53.7% dei consensi con una Lega che tocca il 9% o a Como dove la Lega in sostegno del candidato della Casa delle Libertà supera il 10% risultando fondamentale per la vittoria mentre per le rispettive Province i Presidenti uscenti il leghista Leonardo Carioni a Como e il leghista Marco Reguzzoni a Varese sono riconfermati con il 67% con una Lega ormai oltre il 20% come secondo partito. Ma sono nei piccoli e medi centri dell'interland lombardo che la Lega fa il pieno di voti grazie ad accordi con il centrodestra riesce a fare eleggere molti dei suoi sindaci o contribuire alla vittoria degli alleati viaggiando ora tra il 12 e il 18% dei consensi.
Nelle elezioni politiche in Italia del 2008 come già visto nelle elezioni comunali del 2007 la Lega Lombarda rafforza notevolmente il suo consenso passando dall'11.2% del 2006 al 20.8% del 2008 con punte del quasi 30% per le province lombarde. Forte di questo risultato la Lega ormai terzo partito del Parlamento dopo PdL e Pd diventa determinante nella nascita del nuovo Governo: Umberto Bossi torna al Ministero delle Riforme, Roberto Maroni al Ministero dell'Interno, Roberto Calderoli al Ministero della Semplificazione mentre Roberto Castelli è nuovo Viceministro alle Infrastrutture. Nel 2008 nuovo avvicendamento alla Presidenza del Consiglio regionale con Albertoni che lascia la politica e il Consiglio per tornare ad insegnare viene eletto nuovo Presidente Giulio Achille De Capitani.
Nelle 2009 la Lega Lombarda mantiene il suo consenso rispetto alle politiche 2008 posizionandosi poco sotto il 20% mentre alle comunali dello stesso anno la Lega risulta fondamentale per la vittoria degli alleati del PdL a Bergamo, Cremona e Pavia mentre nei centri più piccoli il partito riesce ad eleggere sempre in accordo con il centrodestra alcuni suoi sindaci arrivando anche a toccare il 20% del consenso. I risultati migliori però si registrano nelle elezioni provinciali dove ormai in molte circostanze la Lega Lombarda risulta essere il primo partito staccando anche il più grande partito del Paese ovvero gli alleati del PdL: a Bergamo l'ex capogruppo della Lega al Senato dal 2001 al 2004 Ettore Pirovano è eletto Presidente della Provincia con il 60% dei consensi mentre la Lega Lombarda raggiunge il 35.5% risultando primo partito staccando di oltre 10 punti il Pdl fermo al 22%; a Sondrio il leghista Massimo Sertori è eletto Presidente con il 61% mentre la Lega registra il 33% staccando di quasi 5 punti il PdL fermo al 28% mentre a Brescia l'ex Sottosegretario al Tesoro Daniele Molgora della Lega è eletto con il 55.5% con la Lega Lombarda al 26.4% poco al di sotto del PdL al 27%.A Cremona, Lecco, Lodi, Monza e Brianza stessa situazione Lega tra il 20 e il 23% poco distante dai maggiori partiti di PdL e Pd risulta fondamentale per far vincere il centrodestra. Alle provinciali di Milano l'alleanza con la Lega che raccoglie il 15% porta il centrodestra a strappare la storica Provincia al centrosinistra dopo un ballottaggio finito 50.2% contro 49.8% per Guido Podestà, candidato PdL.

### Gli anni 2010
Nelle elezioni regionali italiane del 2010 la Lega Nord dopo aver ottenuto il via libera degli alleati del centrodestra alla candidatura di suoi esponenti alla Presidenza della Regione Piemonte e della Regione Veneto decide di dare il proprio sostegno alla candidatura per un quarto mandato consecutivo alla Presidenza della Regione Lombardia di Roberto Formigoni (PdL). Formigoni viene rieletto per un quarto mandato consecutivo con il 56.1% dei consensi mentre la Lega Lombarda ottiene il risultato più importante dalla sua fondazione pari al 26.2% dei consensi raddoppiando quasi il valore del 2005 e riuscendo ad eleggere ben 22 consiglieri regionali staccando il principale partito d'opposizione il PD (terza forza a livello regionale di circa tre punti fermo al 22.89% poco sotto agli alleati del PdL primo partito con un vantaggio di sei punti al 31.78%. Il voto porta la Lega Lombarda a diventare la seconda forza politica della Regione Lombardia. Grazie all'ottimo risultato conseguito la Lega assume una rilevanza fondamentale nella composizione del nuovo Consiglio e della nuova Giunta della Regione Lombardia. Andrea Gibelli, ex capogruppo della Lega Nord alla Camera dal 2005 al 2006 è nominato dal Presidente Formigoni nuovo Vicepresidente della Regione Lombardia e Assessore all'Industria mentre Davide Boni, ex Assessore regionale all'Urbanistica ed ex capogruppo leghista al Pirellone è eletto nuovo Presidente del Consiglio regionale della Lombardia. La Lega ottiene inoltre altri 4 assessorati e un sottosegretariato: Luciano Bresciani, medico di Bossi diventa Assessore alla Sanità, Giulio Achille De Capitani, ex Presidente del Consiglio regionale dal 2008 al 2010 diventa Assessore all'Agricoltura, Daniele Belotti, fondatore del Movimento giovanile leghista dei Giovani Padani diventa Assessore all'Urbanistica e Territorio, Monica Rizzi, unica donna in Giunta, Assessore allo Sport mentre l'ex Assessore alla Cultura ed ex capogruppo leghista in Regione Lombardia Massimo Zanello, non risultato eletto, viene nominato Sottosegretario al Cinema. Stefano Galli è nominato nuovamente capogruppo del gruppo Lega Lombarda-Lega Nord Padania al Consiglio regionale della Lombardia.
Brutto colpo per la Lega Lombarda alle amministrative dello stesso anno: Virginio Brivio, ex Presidente della Provincia di Lecco e candidato del centrosinistra è eletto Sindaco di Lecco al primo turno con il 50.2% dei consensi staccando di quasi sei punti il candidato del centrodestra il senatore della Lega Roberto Castelli, Viceministro alle Infrastrutture ed ex Ministro della Giustizia nonché Presidente Nazionale della Lega Lombarda fermo al 44.2% infatti a Lecco la Lega esprimeva il Sindaco da quasi 20 anni mentre il centrodestra governava ininterrottamente da quasi 25. Vittoria invece del centrodestra e della Lega Lombarda a Mantova roccaforte del centrosinistra in Lombardia grazie al supporto di una larga coalizione tra PdL, Lega e UdC.
Nel 2011 con la crisi politica del Governo Berlusconi IV tutta la maggioranza di centrodestra esce punita dalle urne. A Milano per il rinnovo del Comune dopo l'idea da parte della Lega Lombarda di candidare a Sindaco il giovane europarlamentare a capogruppo leghista in Comune Matteo Salvini i leghisti decidono di convergere nuovamente sul Sindaco uscente Letizia Moratti in cambio dell'incarico di Vicesindaco da affidare allo stesso Salvini o al Viceministro Roberto Castelli. Le elezioni vedono la Moratti sconfitta e la vittoria dopo 17 anni del centrosinistra tuttavia la Lega strappa un 9.64% e quattro consiglieri eletti che rappresentano un incremento rispetto alle comunali del 2006 ma un ridimensionamento rispetto alle regionali 2010. A Varese Attilio Fontana è costretto al ballottaggio dopo 20 anni in cui la Lega vinceva al primo turno, vincendo con il 54% mentre nelle Province di Mantova e Pavia i candidati leghisti supportati dal PdL sono sconfitti al ballottaggio dal centrosinistra. Sconfitte importanti per la Lega Nord a Gallarate, Rho e Desio dove però decide di non schierarsi con gli alleati del PdL correndo in solitaria raccogliendo mediamente il 26% ma venendo battuta dal centrosinistra unito al ballottaggio.
Nel 2012 con la rottura dell'alleanza storica tra PdL e Lega e gli scandali che hanno coinvolto il partito e il leader Umberto Bossi la Lega esce fortemente penalizzata dal voto comunale. A Como il candidato leghista arriva quinto passando dall'11% al 7%, ma la sconfitta più dura arriva da Monza, sede fortemente voluta dalla Lega delle sezioni distaccate di alcuni ministeri, dove il sindaco uscente il leghista Marco Mariani totalizza l'11,2% dopo essere stato eletto al primo turno con il 53,5%. Pesanti le sconfitte a Buccinasco, Cantù, Crema, Erba, Desenzano, Legnano, Lissone, Magenta, Meda, Pieve Emanuele, Tradate e Cassano Magnago, paese natale di Bossi con la Lega sotto al 20% fuori dal ballottaggio, dove in molti casi la Lega riesce ad andare al ballottaggio superando il PdL ma viene sconfitta dal centrosinistra che in quelle realtà non aveva mai governato.
In aprile a seguito delle indagini che l'hanno coinvolta si dimette da Assessore regionale Monica Rizzi.
Il 2 giugno 2012 si celebra a Bergamo il VIII Congresso Nazionale e si vota il successore di Giancarlo Giorgetti alla Segreteria nazionale della Lega Lombarda. Viene eletto Matteo Salvini, europarlamentare e capogruppo della Lega Nord al Comune di Milano, sponsorizzato dall'ala vicina a Roberto Maroni, con l'80% dei voti contro il 20% del senatore e Sindaco di Lazzate Cesarino Monti, appoggiato dall'ala vicina all'ex Segretario federale Umberto Bossi. Roberto Calderoli viene contestato e attaccato per il suo operato con Berlusconi dall'ex capogruppo in Consiglio regionale della Lombardia Corrado Della Torre che l'ha accusato di aver eseguito il peggior berlusconismo "col ghigno servile del collaborazionista"
Il 2013 si apre all'insegna degli scandali e delle inchieste della magistratura che riguardano sia la famiglia Bossi, sia la Giunta regionale di Formigoni. Il Consiglio regionale per la prima volta nella sua storia viene sciolto anticipatamente, il capogruppo Stefano Galli pesantemente coinvolto negli scandali e nelle inchieste sulla gestione dei fondi del gruppo regionale non viene ricandidato, come pure altri consiglieri uscenti.
Alle successive elezioni regionali diventa Presidente della Regione Lombardia l'ex ministro dell'Interno e segretario federale della Lega Nord Roberto Maroni che in Consiglio decide di iscriversi al gruppo della "Lista civica Maroni Presidente".
Nel dicembre 2013, a seguito dell'elezione di Salvini a Segretario federale della Lega Nord, il vice segretario vicario Stefano Borghesi assume la reggenza per poi essere nominato Commissario facente funzioni, carica che ricopre fino al 18 maggio 2015, quando il Consiglio Federale della Lega Nord nomina nuovo Commissario il parlamentare brianzolo Paolo Grimoldi.
Nel 2015 il congresso nazionale per l'elezione del Segretario in sostituzione di Matteo Salvini inizialmente convocato a Brescia per il 24 maggio 2015, è stato annullato il 18 maggio dal Consiglio Federale che ha inoltre disposto la sostituzione del commissario facente funzioni Stefano Borghesi con Paolo Grimoldi che avrebbe dovuto essere uno dei candidati per la segreteria.
In ottobre la Giunta Maroni in regione Lombardia è scossa dall'arresto dell'esponente di primo piano di Forza Italia, nonché vicepresidente ed assessore alla Sanità Mario Mantovani. Indagato nell'inchiesta ‘Entourage’ anche il braccio destro del presidente Roberto Maroni, l'assessore regionale al Bilancio (ex senatore della Lega Nord e sindaco di Marcallo con Casone) Massimo Garavaglia.
Il 21 novembre si celebra a Brescia il Congresso Nazionale e Paolo Grimoldi è eletto Segretario per acclamazione.
Il 2016 si apre a febbraio con un nuovo duro colpo alla giunta Maroni, le manette stavolta colpiscono il numero uno del Carroccio nella sanità lombarda, il presidente della Commissione regionale Sanità ed ex senatore leghista Fabio Rizzi, varesino, braccio destro del presidente Roberto Maroni e già segretario provinciale della Lega Nord a Varese. Rizzi è il padre della nuova riforma della Sanità in Lombardia approvata nell'agosto 2015. In conseguenza dell'inchiesta che ha portato all'arresto dell'esponente leghista in Consiglio regionale è presentata dai gruppi di opposizione una mozione di sfiducia contro la giunta Maroni che però viene respinta con 31 voti a favore e 45 contrari.
L'8 gennaio 2018, a seguito del ritiro di Maroni dalla corsa per le regionali del 4 marzo 2018, il Consiglio Nazionale della Lega Lombarda ha approvato all'unanimità la proposta di Attilio Fontana quale prossimo candidato alla Presidenza della Regione Lombardia in sostituzione di Roberto Maroni.
Il 4 marzo alle elezioni regionali in Lombardia del 2018 la Lega Lombarda raggiunge il suo massimo storico con il 29,68% dei voti in regione pari a 1.553.514 voti validi e 28 consiglieri regionali eletti più il presidente. Attilio Fontana vince con il 49,75% e 2.793.370 voti validi.

## Congressi nazionali
- I Congresso - Segrate, 7-9 dicembre 1989
- II Congresso - Assago, 11-12 dicembre 1993
- III Congresso - Bruzzano, 1-2 ottobre 1994
- IV Congresso - Bruzzano, 28 febbraio-1º marzo 1998
- V Congresso - Milano, 11-12 dicembre 1999
- VI Congresso - Milano, 12-13 gennaio 2002
- VII Congresso - Milano, 13-14 gennaio 2007
- VIII Congresso - Bergamo, 1-2 giugno 2012
- IX Congresso - Brescia, 21 novembre 2015

## Struttura

### Segretari/Coordinatori nazionali
- Umberto Bossi (12 aprile 1984 – 12 dicembre 1993)
- Luigi Negri (12 dicembre 1993 – gennaio 1995)
- Roberto Calderoli (gennaio 1995 – 13 gennaio 2002)
- Giancarlo Giorgetti (13 gennaio 2002 – 2 giugno 2012)
- Matteo Salvini (2 giugno 2012 – 21 novembre 2015)
  - Stefano Borghesi (commissario facente funzioni) (2013 – 18 maggio 2015)
  - Paolo Grimoldi (commissario facente funzioni) (18 maggio 2015 – 21 novembre 2015)
- Paolo Grimoldi (21 novembre 2015 – 31 gennaio[senza fonte] 2021)

### Presidenti nazionali
- Augusto Arizzi (1986 – 1987)
- Silvana Bazzan (1987 – 1989)
- Franco Castellazzi (1989 – 1991)
- Francesco Speroni (1991 – 1993)
- Roberto Calderoli (1993 – 1995)
- Giuseppe Leoni (1995 – 1999)
- Stefano Galli (1999 – 13 gennaio 2002)
- Roberto Castelli (13 gennaio 2002 – 2 giugno 2012)
- Giancarlo Giorgetti (2 giugno 2012 – dicembre 2017)
- Giacomo Stucchi (dicembre 2017 – 31 gennaio 2020)

### Capigruppo al Consiglio regionale della Lombardia
- Franco Castellazzi (1990–1991)
- Alessandro Patelli (1991–1993)
- Corrado Tomassini (1993–1994)
- Stefano Galli (1994–1995)
- Corrado Della Torre (1996–2000)
- Davide Boni (2000–2005)
- Massimo Zanello (2005–2006)
- Stefano Galli (2007–2013)
- Massimiliano Romeo (2013–2018)
- Roberto Anelli (2018–2023)

## Risultati elettorali
Sono riportati solo quelli precedenti la costituzione della Lega Nord.
| Elezione                              | Elezione       | Voti    | %    | Seggi   |
| ------------------------------------- | -------------- | ------- | ---- | ------- |
| Politiche 1987                        | Camera         | 186.255 | 0,48 | 1 / 630 |
| Politiche 1987                        | Senato         | 137.276 | 0,42 | 1 / 315 |
| Europee 1989 a                        | Europee 1989 a | 636.242 | 1,83 | 2 / 81  |
| a Lista Lega Lombarda - Alleanza Nord |                |         |      |         |